# Aldrichiopa coracella
Aldrichiopa coracella är en tvåvingeart som först beskrevs av Aldrich 1934.  Aldrichiopa coracella ingår i släktet Aldrichiopa och familjen parasitflugor. Inga underarter finns listade i Catalogue of Life.